# Slobodno zidarstvo u Sloveniji
| Velike lože                         | Broj loža |
| ----------------------------------- | --------- |
| Velika loža Slovenije               | 9         |
| Veliki orijent Slovenije            | 6         |
| Velika regularna loža Slovenije     | 7         |
| Velika ženska masonska loža Italije | 1         |
| Velika ženska loža Francuske        | 1         |

Slobodno zidarstvo u Sloveniji djeluje od početka druge polovice 18. stoljeća. Prva masonska loža na području današnje Slovenije osnovana je 1782. godine u Mariboru.
Danas u Sloveniji djeluje regularna Velika loža Slovenije i nekoliko liberalnih, odnosno kontinentalnih, velikih loža.

## Povijest
Početci slobodnog zidarstva među Slovencima sežu u 1770-e godine, kada su u Trstu osnovane lože u kojima su prvi Slovenci postali članovi ove bratovštine. Uslijedilo je osnivanje prvih slobodnozidarskih loža na slovenskom prostoru: Loža "Ujedinjena srca" (sloven. Združena srca, njem. Zu den vereinigten Herzen) u Mariboru 1782. godine, Loža "Hrabrost" (Pri pogumu, Zur Freiem Uthigkeit) u Gorici 1785. te Loža "Dobročinstvo i postojanost" (Dobrodelnost in stanovitnost, Zur Wohltätigkeit und Standhaftigkeit) u Ljubljani 1792. godine. Lože u Mariboru i Gorici djelovale su tek jednu godinu.
Rimsko-njemački car Franjo II. zabranio je slobodno zidarstvo carskim dekretom 1795. godine na čitavom području Habsburške Monarhije, uključujući i slovenske zemlje. Međutim, tijekom francuske uprave nad Ilirskim pokrajinama (1806. – 1813.), francuski časnici i činovnici pod zaštitom Velikog orijenta Francuske osnivaju nove lože. Godine 1806. u Kopru je osnovana Loža "Levantska maslina" (Levantinska oljka, fran. Olivier du Levant), a 1809. u Ljubljani vojna Loža "Pravo prijateljstvo" (La Parfaite Amitié). Godine 1812. iz te je lože proizašla nova, politički intonirana Loža "Prijatelji kralja Rima i Napoleona" (Prijatelji rimskega kralja in Napoleona, Les Amis du Roi de Rome et de Napoléon). S povratkom Habsburgovaca 1813. godine sve lože ponovno su zabranjene.
Nakon Prvog svjetskog rata, u novonastaloj Kraljevini Srba, Hrvata i Slovenaca, osnovana je Velika loža "Jugoslavija", pod čijim je okriljem 1931. godine u Ljubljani uspostavljena Loža "Valentin Vodnik". Političke okolnosti i približavanje Drugom svjetskom ratu dovele su do prestanka rada svih loža, uključujući i gašenje Velike lože "Jugoslavija" 1940. godine. U razdoblju socijalističke Jugoslavije (1945. – 1990.), organizirano slobodno zidarstvo bilo je zakonom zabranjeno.
Obnova slovenskog slobodnog zidarstva započela je 1992. godine kada je Velika loža Austrije osnovala Ložu "Ilirija" u Beču, s ciljem okupljanja slobodnih zidara iz Slovenije i Hrvatske. Zbog organizacijskih potreba, 1994. godine u Klagenfurtu je osnovana Loža "Dialogus", koja je preuzela obveze prema slovenskim članovima. U studenom 1996. godine u Ljubljani su osnovane prve dvije lože, a 1998. i treća. Ove tri lože osnovale su 1999. godine prvu domaću veliku ložu – Veliku ložu Slovenije, koju je 2001. godine priznala Ujedinjena velika loža Engleske (UGLE) kao regularnu nadležnost.
U veljači 2017. godine u Narodnom muzeju Slovenije otvorena je izložba Tajna lože, posvećena povijesti slovenskog slobodnog zidarstva. Kulminacija interesa za ovu temu bio je međunarodni znanstveni simpozij održan 11. svibnja iste godine, na kojem su sudjelovali povjesničari iz srednjoeuropskih zemalja specijalizirani za istraživanje slobodnog zidarstva.

## Regularna velika loža
Velika loža Slovenije, skraćeno VLS, je regularna slovenska masonska velika loža osnovana 1999. godine u Ljubljani. Ima preko 300 članova u devet loža u Ljubljani, Mariboru, Kopru i Novoj Gorici. Ujedinjena velika loža Engleske je 2001. godine priznala ovu veliku ložu kao regularnu.

## Tradicionalne i liberalne velike lože
U Sloveniji danas djeluje nekoliko velikih loža koje pripadaju kontinentalnom (liberalanom, adogmatskom) ili tradicionalnom ustroju. Velika loža Slovenije je jedina regularna velika loža.
Veliki orijent Slovenije, skraćeno VOS, je mješovita velika loža osnovana 2012. godine. Članica je nekoliko međunarodnih saveza, između ostalih i CLIPSAS-a i Alijanse masona Europe. Ima preko 100 članova u šest loža. Ima svoje lože i u Zagrebu, Hrvatska, i Zemunu, Srbija.
Velika regularna loža Slovenije, skraćeno VRLS, je tradicionalna velika loža osnovana 2014. godine u Ljubljani. Članica je dvije međunarodne masonske asocijacije: ICUGL i SOGLIA. Ima preko 250 članova u sedam loža.
Velika suverena loža Dacije (sloven. Velika suverena loža Dakija), skraćeno VSLD, jedna je od mlađih velikih loža u Sloveniji. Nosi naziv po Daciji, povijesnoj pokrajini na području koje danas pripada Rumunjskoj. Članica je Velike masonske alijanse "Tracija" te ima sestrinske velike lože (tj. lože istog naziva) u nekoliko drugih država.

## Inozemne velike lože u Sloveniji
Pored slovenskih velikih loža, u Sloveniji  djeluju i masonske lože koje su pod zaštitom drugih nacionalnih velikih loža, kao što su:
- Velika ženska loža Francuske (GLFF) u Sloveniji ima jednu ložu pod svojom zaštitom.[12]
- Velika ženska masonska loža Italije (GLMFI) ima jednu ložu pod svojom okriljem u Sloveniji, i to Ložu "Velika mati" (Loggia Velika Mati) br. 42 u Ljubljani od rujna 2021. godine.[13]

Velika ženska loža Francuske i Velika ženska masonska loža Italije su članice tri značajna međunarodna saveza, i to CLIMAF, zatim CLIPSAS (ima posebni savjetodavni status pri Ekonomskom i socijalnom vijeću Ujedinjenih naroda) i Alijansa masona Europe (upisana u Registar transparentnosti Europske komisije).
Neke masonske lože su bile pod zaštitom drugih nacionalnih velikih loža, kao što su:
- Velika loža za muškarce i žene u Njemačkoj je pod svojom zaštitom imala Ložu "Saint Germain" u Taboru, od 1994. do 2007. godine.[8]
- Velika loža Austrije (GLvÖ) je 1996. godine osnovala dvije lože u Ljubljani (Loža "Dialogus" i Loža "Žiga Zois") i još jednu u listopadu 1998. (Loža "Arcus"). Ove tri lože su u listopadu 1999. godine formirale Veliku ložu Slovenije.[16]
- Opći masonski red "Hermetica" (UFH) preuzima pod svoju zaštitu Ložu "St. Germain" iz Tabora 2007. godine. Osniva još dvije lože, Loža "Ex Oriente Lux", Loža "Sanctum Sanctorum". Ove tri lože su 2012. godine formirale Veliki orijent Slovenije.[2][8]
- Veliki orijent Hrvatske (VOH) je krajem 2010-ih pod svojom zaštitom imao Ložu "Jože Plečnik" br. 13 u Ljubljani.[17]

## Poznati slobodni zidari
- Jurij Vega (1754. – 1802.), matematičar i artiljerac[18]
- Milan Vidmar (1885. – 1962.), šahist, inženjer elektrotehnike i akademik[19]